# Marc Bélanger (musicien)
Pour les articles homonymes, voir Marc Bélanger (homonymie) et Bélanger.
Marc Bélanger (30 juillet 1940 dans la ville de Québec au Québec - ) est un violoniste, altiste, chef d'orchestre, arrangeur, compositeur et professeur de musique québécois.

## Jeunesse et études
Marc Bélanger est le fils du violoniste et chef d'orchestre Edwin Bélanger et le frère du ténor et chef d'orchestre Guy Bélanger. C'est de son père qu'il a reçu sa formation musicale initiale. À l'âge de huit ans, il a commencé à étudier le violon avec Calvin Sieb et le chant avec Claude Létourneau au Conservatoire de musique de Québec.
Il a poursuivi ses études au conservatoire jusqu'en 1961, et a obtenu un diplôme en 1960 avec des premiers prix en harmonie et en musique de chambre. Il a également étudié la direction d'orchestre à l'Académie musicale Chigiana de Sienne (Italie) sous la direction de Hermann Scherchen.

## Carrière
Marc Bélanger a commencé sa carrière comme musicien d'ensemble, chef d'orchestre et arrangeur pour la Société Radio-Canada. Entre 1956 et 1971, il a joué du violon et de l'alto dans divers orchestres de la Société Radio-Canada au Québec et, de 1972 à 1976, il a joué dans l'Orchestre de la Société Radio-Canada à Montréal.
De 1958 à 1972, il a été membre de l'Orchestre symphonique de Québec, dont il est notamment le premier altiste de 1969 à 1972. En 1981, il a joué un rôle déterminant dans la création de l'Orchestre Métropolitain à Montréal, dont il a été le premier directeur musical de 1981 à 1986, puis le directeur artistique en 1986-1987. À l'Expo 86, il a été soliste invité avec l'Orchestre symphonique de Vancouver pour le gala d'inauguration du pavillon canadien. Il a ensuite été pendant plusieurs années le premier violon de l'Orchestre symphonique de Sherbrooke et de l'Orchestre de chambre de l'Estrie.
Il a composé plusieurs œuvres instrumentales, dont son Divertissement pour quatuor à cordes (1969) est la plus connue. De 1966 à 1979, il a été membre de l'ensemble de Gilles Vigneault et a arrangé de nombreuses œuvres musicales pour ce groupe. En 1976, il a fondé le Groupe Marc Bélanger, un ensemble de 10 musiciens utilisant des instruments électriques. Le disque de l'ensemble, Les Cordes en liberté, comporte plusieurs de ses compositions. En 1977, il a orchestré la musique du ballet Mad Shadows d'André Gagnon.
En 1971, il a rejoint le corps professoral du Conservatoire de musique de Montréal où il a enseigné l'alto, le violon et l'arrangement et où il dirige l'ensemble de jazz jusqu'en 1977. De 1973 à 1979, il a également enseigné l'alto et la musique de chambre à l'Université de Montréal. En 1991, il a commencé à enseigner au Cégep de Drummondville où il a été professeur de violon et dirige l'orchestre à cordes.